# Arthur Grimble
Arthur Francis Grimble (Hong Kong, 11 de junio de 1888-Londres, 13 de diciembre de 1956) escritor y funcionario británico.
Formó parte del Secretariado de Estado para las Colonias y, como oficial cadete administrativo, fue destinado a las islas Gilbert en 1914. En 1926 fue nombrado comisario residente de Islas Gilbert y Ellice. Aprendió gilbertés y se convirtió en un especialista en mitos y tradición oral de la gente de Kiribati.

## Obras principales
- A Pattern of Islands (RU)/We chose the Islands (EE. UU.) London, John Murray 1952
- Return to the Islands (1957)
- Tungaru Traditions: writings on the atoll culture of the Gilbert Islands, University of Hawaii Press, Honolulu, 1989, ISBN 0-8248-1217-4

- Datos: Q651599